# Тоїн (Міє)

То́їн (яп. 東員町, とういんちょう, МФА: [toː.iɴ t͡ɕoː]?) — містечко в Японії, в повіті Інабе префектури Міє. Розташоване в північній частині префектури, в гирлі річки Інабе. Отримало статус містечка 1967 року. Площа становить 22,66 км². Станом на 1 серпня 2011 року населення складало 25 597  осіб, густота населення — 1130 осіб/км².   